# Matéria de França
A Matéria de França, também conhecida como Ciclo Carolíngio é um corpo de história lendária que surge nas canções de gesta da literatura medieval, escrita em Francês antigo, versando sobre as aventuras de Carlos Magno e Os Doze Pares da França.
Os seus contos foram desenvolvidos originalmente nestes épicos, mas as histórias que narram sobreviveram aos épicos medievais propriamente ditos, indo alimentar até mesmo a literatura de cordel do Nordeste do Brasil, é o caso de "A Batalha de Oliveiros com Ferrabrás" de Leandro Gomes de Barros.